# エーベンスフェルト
エーベンスフェルト (ドイツ語: Ebensfeld) は、ドイツ連邦共和国バイエルン州北部、オーバーフランケン行政管区、リヒテンフェルス郡に位置する市場町。オーバーマイン地方への入り口の門にあたる。

## 地理

### 自治体の構成
この町は、公式には26の地区 (Ort) からなる。このうち小集落や孤立農場などを除く集落を以下に列記する。
| - ビルカハ - ディッタースブルン - デーリングシュタット - ドライスドルフ - エーベンスフェルト - エッゲンバッハ - フライベルク | - クロイクハイム - キュンメル - クッツェンベルク - メッセンフェルト - ニーデラウ - オーバーブルン | - オーバーキュプス - プフェルツフェルト - プレヒティング - ウンターブルン - ウンターキュプス - ウンターノイゼス |

## 行政

### 議会
議会は、町長を含めて20議席から成る。

### 友好都市
- ゾーザ（ザクセン州、ドイツ）

## 文化と見所

### 建造物
- エッゲンバッハ地区のマリア・シュメルツ巡礼教会

## 経済と社会基盤
- エーベンスフェルトの南西を、バンベルクからリヒテンフェルスを通ってクローナハへ向かう連邦道路B173が走っている。この道路は、リヒテンフェルスに入るとすぐに新しいアウトバーンA73につながるインターチェンジが建設中（2008年頃）である。
- この町には、バンベルクから鉄道乗換駅のリヒテンフェルスを経由してホーフに至るルートヴィヒ南北鉄道の駅があり、鉄道輸送プロジェクト、ベルリン - ニュルンベルク直通路線の一部、エーベンスフェルト - エアフルト区間が建設される予定である。

## 引用
1. ↑  https://www.statistikdaten.bayern.de/genesis/online?operation=result&code=12411-003r&leerzeilen=false&language=de Genesis-Online-Datenbank des Bayerischen Landesamtes für Statistik Tabelle 12411-003r Fortschreibung des Bevölkerungsstandes: Gemeinden, Stichtag (Einwohnerzahlen auf Grundlage des Zensus 2011)
2. ↑  Bayerische Landesbibliothek Online